# Heudebouville
Heudebouville település Franciaországban, Eure megyében. Lakosainak száma 809 fő (2022. január 1.). Heudebouville Acquigny, Fontaine-Bellenger, Muids, Pinterville, Les Trois Lacs és Vironvay községekkel határos.

## Népesség
A település népességének változása:
| Lakosok száma | 383  | 557  | 632  | 773  | 794  | 792  | 788  | 782  | 787  | 809  |
|               | 1968 | 1982 | 1990 | 2006 | 2013 | 2015 | 2017 | 2019 | 2020 | 2022 |